# METAS

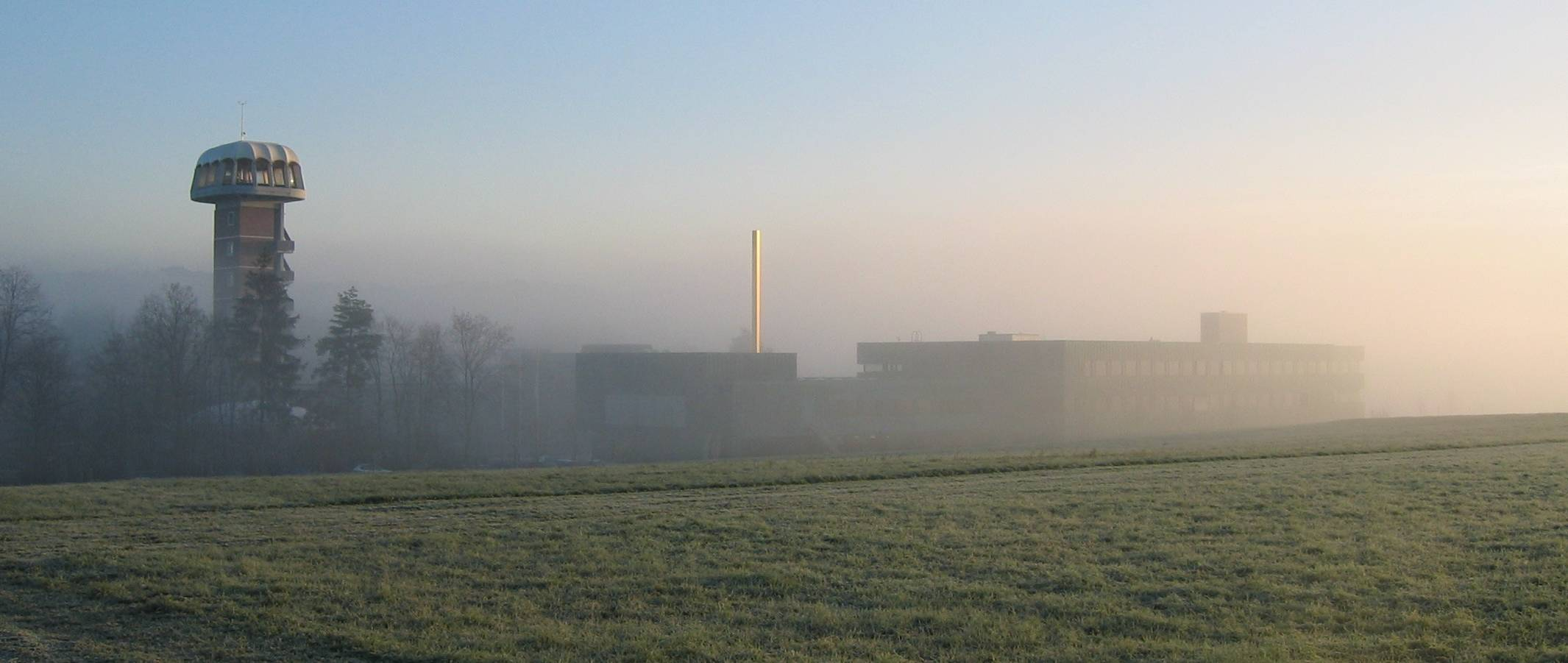

METAS (kortform för Metrologie und Akkreditierung Schweiz alternativt Métrologie et Accréditation Suisse eller Metrologia e Accreditamento Svizzera) är ett forsknings- och mät/kalibreringslaboratorium, beläget i Bern-Wabern strax utanför Bern i Schweiz. 
METAS kan sägas vara Schweiz motsvarighet till Storbritanniens National Physical Laboratory, Tysklands Physikalisch-Technische Bundesanstalt eller Sveriges Provnings- och Forskningsinstitut.